# Keisuke Ushiro
Keisuke Ushiro (* 24. Juli 1986 in Ebetsu) ist ein japanischer Leichtathlet, der sich auf den Zehnkampf spezialisiert hat.

## Sportliche Laufbahn
Seinen ersten internationalen Wettkampf bestritt Keisuke Ushiro bei den Asienspielen in Guangzhou, bei denen er mit 7702 Punkten den vierten Platz belegte. Im Jahr darauf nahm er an den Weltmeisterschaften in Daegu teil und beendete den Wettkampf mit 7639 Punkten auf Platz 20. 2012 gewann er bei den Hallenasienmeisterschaften in Hangzhou mit 5590 Punkten die Silbermedaille hinter dem Kasachen Dmitri Karpow gewann. Zudem qualifizierte er sich für die Olympischen Spiele in London und erreichte mit 7842 Punkten Platz 20. Die Weltmeisterschaften 2013 in Moskau beendete er mit 7751 Punkten auf Rang 22. 2014 siegte er bei den Asienspielen in Incheon mit 8088 Punkten. 2015 nahm er erneut an den Weltmeisterschaften in Peking teil und beendete diese mit 7532 Punkten erneut auf dem 20. Rang, wie auch bei den Olympischen Spielen in Rio de Janeiro mit 7952 Punkten.
Auch bei den Weltmeisterschaften in London 2017 belegte er mit 7498 Punkten Rang 20. Bei seiner dritten Teilnahme an den Asienspielen 2018 in Jakarta siegte er mit 7878 Punkten erneut vor dem Thailänder Sutthisak Singkhon. Auch bei den Asienmeisterschaften im Jahr darauf in Doha siegte er mit 7872 Punkten und erhielt damit ein Freilos für die Weltmeisterschaften, die im Oktober ebenfalls in Katar stattfinden. Bei den Weltmeisterschaften landete er mit 7545 Punkten auf dem 16. Platz.
2010 und 2014 sowie 2018 und 2019 wurde Ushiro japanischer Meister im Zehnkampf sowie 2018 auch im Diskuswurf.

## Persönliche Bestleistungen
- Zehnkampf: 8308 Punkte: 1. Juni 2014 in Nagano (japanischer Rekord)
  - Siebenkampf (Halle): 5590 Punkte: 19. Februar 2012 in Hangzhou
- Diskuswurf: 50,17 m, 1. Juni 2014 in Nagano